# Sunlight and Shadow: The Newbury Marshes
Sunlight and Shadow: The Newbury Marshes ist ein Gemälde des US-amerikanischen Malers Martin Johnson Heade aus dem späten 19. Jahrhundert. Es misst ohne Rahmen 30,5 cm × 67,3 cm, inklusive Rahmen betragen die Abmessungen 54,3 × 90,5 × 7,95 cm. Das Bild ist in der National Gallery of Art in Washington, D.C. ausgestellt und wurde dem Museum von der John Wilmerding Collection zur Verfügung gestellt.

## Beschreibung
Mit diesem Bild zeigt der Maler in herausragender Weise eine Balance zwischen den in Landschaften auftretenden Gegensätzen. Der mäandernde Fluss, der den gezeigten Ausschnitt in der rechten Hälfte in den Hintergrund hinein verlässt, wird vom optischen Gewicht des Heuballens und des Apfelbaums auf der linken Seite aufgefangen. Der Rhythmus der Flussbewegungen wird von dem Muster widergespiegelt, das die Baumspitzen und Wolken an den Himmel zeichnen. Die rosafarbenen Wolken spiegeln sich im Wasser in der vorderen Mitte des Bildes, und die nach links lehnende Form des Baums findet ihre Entsprechung in den hohen und dünnen Wolken in der oberen rechten Ecke.
Das primäre Motiv des Gemäldes – der Gegensatz aus Sonnenlicht und Schatten – bildet das konzeptionelle Dach über den einzelnen Bildelementen und kann beispielsweise am Schattenverlauf der Wolken bzw. am Lichtverlauf des Heuballens nachvollzogen werden.